# Hut Point
Der Hut Point (englisch für Hüttenspitze) ist eine kleine Landspitze der antarktischen Ross-Insel. Am südlichen Ende der Hut-Point-Halbinsel liegt sie 1,5 km nordwestlich des Kap Armitage.
Teilnehmer der Discovery-Expedition (1901–1904) unter der Leitung des britischen Polarforschers Robert Falcon Scott entdeckten und benannten sie. Namensgebend war der Umstand, dass die Landspitze als Ort für die Errichtung einer Hütte diente, die das Basislager der Expedition war und noch heute existiert.